# Дикий (трансформер)
Дикий (в русской телевизионной версии 6-го канала), или Френзи (англ. Frenzy) — персонаж мультсериала «Трансформеры» и художественного фильма с тем же названием.

## Биография в мультсериалах

### «The Transformers»
Шпион-«кассетник» десептиконов. Вместе с другими кассетами хранится в груди у трансформера Бархана. В режиме робота — меньше взрослого человека (примерно того же роста, что и Спайк Уитвики). Однако, несмотря на маленький рост, очень силён — может сбить с ног любого трансформера (если, конечно, сможет застать того врасплох). Подобно своему близнецу-«кассетнику» Громиле, он способен вызывать землетрясения с помощью молотов, в которые превращаются его руки. Вооружён двумя ракетными установками; обычно они расположены у него на спине, но он может использовать их и как пистолеты.

## Ошибочная раскраска
Выпущенный в виде игрушки, Дикий имел синий цвет корпуса, а корпус Громилы был окрашен в красный. Такими же они изображались в комиксах. Однако в мультфильме их цвета по ошибке поменялись местами. В Японии при озвучивании сериала это несоответствие было исправлено путём перестановки имён, так что Дикий стал Громилой и наоборот. В англоязычной фан-среде путаница стала предметом дебатов. Около 1994 года среди поклонников, которые считали более естественной мультипликационную раскраску, даже возник специальный термин, ставший сленговым — FIRRIB от англ.  «Frenzy is red, Rumble is blue» (Френзи — красный, Рамбл — синий). Тем не менее, «Hasbro» (официальный правообладатель трансформеров) в большинстве выпусков игрушек и комиксов продолжает придерживаться первоначальной раскраски. Как остроумно заметил по этому поводу автор современных комиксов Шейн Маккарти: «Френзи — синий, потому что „Hasbro“ так сказал».
|                                 | Дикий (Френзи) | Громила (Рамбл) |
| ------------------------------- | -------------- | --------------- |
| 1-й выпуск игрушек              | Blue           | Red             |
| Комиксы Марвел                  | Blue           | Red             |
| Книга «Вселенная трансформеров» | Blue           | Red             |
| The Transformers                | Red            | Blue            |
| Transformers: The Headmasters   | Blue           | Red             |
| IDW comics (early)              | Blue           | Red             |
| IDW comics (ongoing)            | Red            | Blue            |
| Diamond Select Toys             | Blue           | Red             |
| Music Label earphones           | Blue           | Red             |

## Биография в фильме
В первоначальном варианте сценария роль предназначалась для Саундвейва, но «Hasbro» захотела, чтобы этот персонаж мог трансформироваться в аудиомагнитофон. Продюсер фильма Дон Мёрфи посчитал, что это унизило бы роль Саундвейва, и сценаристы согласились, что в этом случае персонаж будет мало похож на свой оригинал из мультфильма. Ему сначала дали оригинальное имя Саундбайта, а потом переименовали во Френзи.

Френзи в кинофильме «Трансформеры»

В самом кинофильме также выполняет роль шпиона и сохраняет некоторые узнаваемые по мультсериалу черты, в частности имеет маленький размер — его рост составляет всего 90 сантиметров. Чрезвычайно подвижный. Обожает сам себя и восхищается собственным мастерством. По сюжету фильма Френзи проникает на самолёт президента США, где взламывает компьютеры армии и добывает нужную десептиконам информацию о местонахождении Мегатрона и «Оллспарка». Убив трёх агентов Секретной службы, незамеченным покидает самолёт и присоединяется к Баррикейду; с его бортового компьютера он устанавливает связь с остальными десептиконами и вызывает их на Землю. Затем вместе с Баррикейдом преследует Сэма Уитвики. Пока Баррикейд сражается с Бамблби — автоботом-телохранителем Сэма, Френзи атакует самого Сэма, и тому только с помощью Микаэлы удаётся отбиться от свирепого маленького десептикона. После этого, воспользовавшись тем, что внимание Сэма и Микаэлы отвлечено трансформацией Бамблби в робота, Френзи прячется в сумке Микаэлы, прикинувшись «мобильником». Позже вместе с ним проникает на плотину Гувера и, восстановив себе тело с помощью Куба, выводит из строя систему охлаждения, что приводит к пробуждению Мегатрона. Гибнет от собственного сюрикэна, который запустил в хранилище старого оборудования под дамбой Гувера.

## Технические характеристики
В мультсериалах пронзительный голос и воинственное поведение Дикого уже сами по себе могут заставить противника дрогнуть, но их воздействие может быть усилено за счёт похожего на барабаны устройства, вмонтированного в туловище. Барабаны трутся друг об друга и тем самым производят высокий, похожий на скрежет звук громкостью до 200 децибел, способный серьёзно нарушить работу электрических цепей у всех механизмов, находящихся рядом, что влечёт отказ в работе механических систем. Также Дикий, подобно Громиле, может вызывать землетрясения с помощью двух трамбовок, установленных на руках.
В фильме для Френзи практически нет никаких ограничений в выборе альт-форм — он может превратиться в любую бытовую технику или электронный прибор, лишь бы тот был подходящего размера. В фильме в режиме трансформации Френзи сначала принимает форму бумбокса GPX, а затем его головная часть превращается в мобильный телефон.
Вооружён сюрикэнами, скорость вращения которых в полёте достигает 500 оборотов в минуту; они могут рассечь даже самую прочную броню. Кроме того, в комплект его вооружения входит генератор звуковых волн, способных разрушить нервную систему противника, и лазерный резак, который служит инструментом для допросов.

## Характер

### «The Transformers»
Несмотря на свои более чем скромные габариты, Дикий — один из самых жестоких и злобных трансформеров, проявляющий в бою звериную ярость. Если бы он мог дышать, война заменила бы ему кислород. Его страсть к разрушению преследует лишь одну цель: вселить страх и ужас в души автоботов. Десептиконы ценят решительность и смелость Дикого; порой он своим примером воодушевляет их прекратить отступление и вновь броситься в бой. Но из-за его вздорного характера и манеры, чуть что, пускать в ход оружие, даже десептиконам бывает нелегко найти с ним общий язык.

### Фильм
Очень ловкий, целеустремлённый и подлый. Эти качества делают его идеальным шпионом десептиконов. Он всегда в движении и постоянно что-то бормочет. Сидит тихо и без единого движения он только на миссиях, где необходима скрытность. Помимо прочего, Френзи безумно любит… себя и своё мастерство и склонен переоценивать свои возможности.

## Видеоигры
Френзи вместе с Рамблом и Лазербиком присутствует в игре «Трансформеры. Битва за Кибертрон», где помогает Саундвейву в финале VII главы.

## Появление в сериях
The Transformers
- 14. Отсчёт гибели / Countdown To Extinction
- 19. Город из стали / City Of Steel
- 25. День механизмов / Day Of The Machines
- 26. Появление Голубки / Enter The Nightbird
- 33. Электронное безумие / Auto Berserk
- 58. Воздушная атака / Aerial Assault

Transformers: The Movie
Transformers: The Headmasters
- 2. История планеты Мастер / The Mystery of Planet Master
- 4. Решающая битва кассетных роботов / Operation: Cassette
- 9. Кризис на Кибертроне (Часть 1) / Cybertron Is in Grave Danger (Part 1)
- 15. Взрывы на Марсе (Часть 2) / Explosion on Mars!! Scorponok Appears
- 16. Непобедимый Гальватрон / The Return of the Immortal Emperor
- 20. Нападение на Двойную планету / Battle for Defense of the False Planet